# Anacasta biplagiata
Anacasta biplagiata là một loài bọ cánh cứng trong họ Cerambycidae.